# Qin Yi

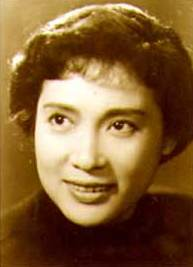
Qin Yi

Qin Yi (chinesisch 秦怡, Pinyin Qín Yí; * 31. Januar 1922 in Shanghai; † 9. Mai 2022 ebenda) war eine chinesische Film- und Theaterschauspielerin. In den 1940er und 50er Jahren gehörte sie zu den bekanntesten Darstellerinnen ihres Landes. Sie trat in 35 Spielfilmen, 30 Bühnenstücken und acht Fernsehserien auf.

## Leben
Qin Yi verließ ihre Heimatstadt 1938, nachdem diese von japanischen Truppen besetzt worden war, und ging nach Chongqing. Dort lernte sie bei einer Theateraufführung die Regisseure Shi Dongshan und Ying Yunwei kennen und begann unter deren Leitung ihre Schauspielkarriere. Qin Yi war 1941 an der Gründung der Chinesischen Bühnenkunstgesellschaft (Zhonghua Yuyi she) beteiligt. 1945 kehrte sie nach Shanghai zurück.
Zu ihrem typischen Rollenbild gehörten Frauen, deren Liebe am Krieg scheitert. Ihre bekanntesten Filme sind Yaoyuan de ai (1948) von Chen Liting, Das Herz spielt mit (Nülan Wuhao, 1957) von Xie Jin und Baiguo Jiangnan (1963) von Shen Fu.
Für ihre Rolle in der Fernsehserie Shanghai wuyan xia (1982) wurde sie als beste Fernsehdarstellerin mit dem Goldenen Falken ausgezeichnet. Ihren letzten Filmauftritt hatte sie im Jahre 1993 in Meng fei meng von Zhen Fan. Später war sie mit der Leitung der Shanghai Film & Television Company beschäftigt.
Qin Yi starb im Mai 2022 im Alter von 100 Jahren.